# Všezvěd Všudybud
Všezvěd Všudybud (Pansof) je fiktivní literární mužská postava. Všezvěda Všudybuda vytvořil v období baroka moravský myslitel, teolog a „učitel národů“ Jan Ámos Komenský (1592 – 1670) ve své knize Labyrint světa a ráj srdce (plným původním názvem Labyrint světa a lusthauz srdce, to jest světlé vymalování, kterak v tom světě a věcech jeho všechněch nic není než matení a motání, kolotání a lopotování, mámení a šalba, bída a tesknost, a naposledy omrzení všeho a zoufání: ale kdož doma v srdci svém sedě, s jediným Pánem Bohem se uzavírá, ten sám k pravému a plnému mysli upokojení a radosti že přichází).

## Postava Všezvěd Všudybud
Postava Všezvěd Všudybud (jméno Všezvěd a příjmení Všudybud) vznikla asi někdy před rokem 1623, protože v roce 1623 vznikla první verze 1. části rukopisu knihy Labyrint světa a ráj srdce. Všezvěd Všudybud, který je ztělesněním lidské zvědavosti a těkavosti, v knize doprovází hlavního hrdinu Poutníka městem, které představuje svět. Nasadí poutníkovi nedokonalou „uzdu všetečnosti“, aby se nechal vést. Společně s druhým průvodcem, kterým je Mámení (tj. perzonifikace myšlenkové pohodlnosti a spoléhání na pouhé domněnky a klamy) a který nasadil Poutníkovi nedokonalé brýle mámení, se důkladně věnují Poutníkovi a vše mu ve městě a jeho ulicích a částech vysvětlují a ukazují. Poutník hledá pro sebe vhodné povolání. Oba průvodci se usilovně snaží vnutit Poutníkovi falešnou představu světa a přesvědčit jej, že svět je uspořádán rozumně a krásně a aby si svobodně vybral svoje místo ve městě (světě). Věk Všezvěda Všudybuda není znám. Oba průvodce v knize nakonec nahradí dokonalý průvodce, kterým je Ježíš Kristus.
| „ | Jméno mé jest Všezvěd, příjmím Všudybud, kterýž všecken svět procházím, do všech koutů nahlédám, na každého člověka řeči a činy se vyptávám: co zjevného jest, vše spatřuji, co tajného, vše slídím a stíhám, sumou beze mne nic se díti nemá, ke všemu dohlédati má jest povinnost. | “ |

## Další informace
Ve městě Uherský Brod (možné rodiště Jana Ámose Komenského) je postavena lávka Všezvěd a lávka Všudybud.
Existuje také multi-žánrový hudební festival Všudybud v České Lípě.